# Absecon
Absecon es una ciudad ubicada en el condado de Atlantic en el estado estadounidense de Nueva Jersey. En el año 2010 tenía una población de 8.411 habitantes y una densidad poblacional de 568.3 personas por km².

## Geografía
Absecon se encuentra ubicada en las coordenadas 39°25′31″N 74°29′43″O / 39.42528, -74.49528.

## Demografía
Según la Oficina del Censo en 2000 los ingresos medios por hogar en la localidad eran de $55,745 y los ingresos medios por familia eran $61,563. Los hombres tenían unos ingresos medios de $47,984 frente a los $31,663 para las mujeres. La renta per cápita para la localidad era de $23,615. Alrededor del 4.8% de la población estaba por debajo del umbral de pobreza.